# Paso Hondo
Paso Hondo es una localidad del estado mexicano de Chiapas. Es parte del municipio de Frontera Comalapa.

## Demografía
| Gráfica de evolución demográfica |
|                                  |

| Censo | Población |
| ----- | --------- |
| 1930  | 268       |
| 1940  | 427       |
| 1950  | 905       |
| 1960  | 1 225     |
| 1970  | 1 379     |
| 1980  | 2 006     |
| 1990  | 2 652     |
| 2000  | 3 094     |
| 2010  | 3 654     |
| 2020  | 4 070     |